# Hồng Kim Hạnh
Hồng Kim Hạnh (nghệ danh mới 2024 là Hanii) (sinh ngày 18 tháng 7 năm 1988) là một diễn viên người Việt Nam. Cô sinh ra và lớn lên tại Thành phố Hồ Chí Minh, ba cô là người Việt gốc Hoa, mẹ là người Củ Chi. Cô từng là thủ khoa đầu vào của trường Sân khấu - Điện ảnh TP Hồ Chí Minh. Cô nổi tiếng qua các bộ phim như: Trái tim bé bỏng, Em muốn làm người nổi tiếng, Dòng sông định mệnh, Thương nhớ ở ai, Mạch ngầm vùng biên ải và Tiệm ăn dì ghẻ. Cô từng được gọi là "viên ngọc mới" của làng phim Việt.

## Tiểu sử
Hồng Kim Hạnh bắt đầu chạm ngõ bộ môn nghệ thuật thứ bảy từ năm 19 tuổi khi cô đang là sinh viên năm nhất trường Đại học sân khấu Điện ảnh TP HCM. Ngoài ra Hồng Kim Hạnh còn là nghệ sĩ đa năng, lấn sân sang các vai trò như: MC, ca sĩ, diễn viên lồng tiếng, phóng viên kênh Truyền hình Pháp Luật (Chuyên trang của báo Pháp Luật Việt Nam)... Cô từng chia sẻ, bản thân yêu thích và muốn được theo đuổi con đường âm nhạc, cô từng có ý định thi vào Nhạc viện TP HCM. Tuy nhiên cô bị hư dây thanh quản nên đã chuyển sang học nghề diễn xuất. Kể từ đây cô theo nghiệp diễn với nhiều vai diễn gây chú ý. Cô còn cho biết mình nổi danh nhờ chăm đi casting. Đặc biệt, tuy là diễn viên Nam Bộ nhưng lại "nặng duyên" với các đạo diễn gạo cội phía Bắc, được chọn mặt gửi vàng trong nhiều bộ phim truyền hình trên sóng VTV.

## Sự nghiệp
Năm 19 tuổi, khi đang là sinh viên năm nhất khoa diễn xuất tại trường Sân khấu, Hồng Kim Hạnh được Đạo diễn Nguyễn Thanh Vân mời vào bộ phim truyện nhựa "Trái tim bé bỏng" (2007). Trong phim cô thủ vai con gái thứ hai của diễn viên Hồng Ánh. Cùng năm 2007, Đạo diễn Nguyễn Đức Việt mời cô đóng chính trong bộ phim "Em muốn làm người nổi tiếng". Bộ phim có sự tham gia của diễn viên: Văn Anh, Minh Tiệp, Thanh Tùng, Đan Lê, Hồng Kim Hạnh. Đây được xem là bộ phim nhựa đầu tư lớn nhất con số lên đến 1,8 tỷ đồng.
Từ những vai diễn đầu tay gây ấn tượng, diễn xuất tự nhiên sau đó Hồng Kim Hạnh liên tục có những vai chính trong các bộ phim truyền hình: Mùa cưới (2007) Hạnh vào vai Vy, Phim Dòng sông định mệnh (2008) của Đạo diễn Châu Huế và vai diễn thực sự ấn tượng khi Hồng Kim Hạnh thủ vai Ly với bạn diễn Minh Luân.
Phim "Chào tình yêu" (2009), Hãy cùng em điệu Sarikakeo (2010) của đạo diễn Trương Sơn Hải, vai Hiền trong phim "Những ngày hè xanh" của đạo diễn Xuân Phước. Tiếp đó phim Châu Sa (2012) góp mặt cùng cô là các diễn viên: Á Hậu Trương Thị May, người mẫu Thanh Thức, Xuân Hòa, Kinh Quốc, Hoàng Anh,... Cùng năm 2012 cô đóng vai Võ Thị Sáu trong phim "Cuộc vượt ngục thần kỳ" (Đạo diễn - NSƯT Lê Đức Tiến) bộ phim 30 tập do Đài truyền hình TP HCM sản xuất và phát hành; cùng với đó là 2 bộ phim Mùa xuân quanh ta, Vết xước (2012); Ngôi sao giao thông (2013); Ngũ long công chúa (2014). Đặc biệt đánh dấu sự nghiệp của Hồng Kim Hạnh khi thủ vai Hơn trong phim truyền hình "Thương nhớ ở ai" (sản xuất năm 2014) của Đạo diễn Lưu Trọng Ninh & Bùi Thọ Thịnh. Sau dấu ấn vai Hơn, Hồng Kim Hạnh tham gia nhiều phim như: Mạch ngầm vùng biên ải (2015) của Đạo diễn Bùi Huy Thuần bộ phim 34 tập phát trên khung giờ vàng VTV1. Sau đó gia đình cô gặp biến cố cô phải tạm gác sự nghiệp và gần như ở ẩn, tạm xa showbiz.
Từ năm 2017-2022 cô trở thành MC, phóng viên của kênh Truyền hình Pháp Luật (Chuyên trang của báo Pháp Luật Việt Nam, cơ quan TP HCM) , 2019 cô mới trở lại màn ảnh với vai Thiên Kim trong bộ phim truyền hình VTV "Tiệm ăn dì ghẻ" (2019) vai Hồng Tươi trong bộ phim điện ảnh "Người lạ ơi" của Đạo diễn Trương Chí Bình, bộ phim có sự góp mặt của Rapper Karik, diễn viên Thùy Anh.
Cuối 2021, Hồng Kim Hạnh gác lại sự nghiệp diễn xuất để tiếp tục ước mơ du học tại 1 trường đại học ở Canada, may mắn và nỗ lực hết mình cô dành được học bổng toàn phần và đang du học tại Canada.

## Sự nghiệp diễn xuất phim truyền hình
| Năm  | Tựa phim                    | Vai diễn               | Đạo diễn                       | Định dạng        |
| ---- | --------------------------- | ---------------------- | ------------------------------ | ---------------- |
| 2007 | Mùa cưới                    | Vy (vai chính)         | Đỗ Minh Tuấn                   | Phim truyền hình |
| 2008 | Dòng sông định mệnh         | Ly (vai chính)         | Châu Huế                       | Phim truyền hình |
| 2009 | Chào tình yêu               | Thu Lan (vai chính)    | Võ Tấn Bình                    | Phim truyền hình |
| 2010 | Hãy cùng em điệu Sarikakeo  | Vani (vai chính)       | Trương Sơn Hải                 | Phim truyền hình |
| 2010 | Những ngày hè xanh          | Hiền                   | Xuân Phước                     | Phim truyền hình |
| 2011 | Châu Sa                     | Phương (vai chính)     | Nguyễn Thành Vinh              | Phim truyền hình |
| 2011 | Tiểu thư giao thông         | Thư                    | Văn Công                       | Phim truyền hình |
| 2012 | Vết xước                    | Hòa (vai chính)        | Vương Quang Hùng               | Phim truyền hình |
| 2012 | Mùa xuân quanh ta           | Ngọc Quyên (vai chính) | Minh Quốc                      | Phim truyền hình |
| 2012 | Trả giá                     | Thùy                   | Nhâm Minh Hiền                 | Phim truyền hình |
| 2012 | Cạm bẫy thị thành           | Băng Trinh             | Lê Lâm Dũng                    | Phim truyền hình |
| 2012 | Song hùng kỳ dị             | Mai                    | Nguyễn Duy Võ Ngọc             | Phim truyền hình |
| 2012 | Cuộc vượt ngục thần kỳ      | Võ Thị Sáu (vai chính) | Lê Đức Tiến                    | Phim truyền hình |
| 2013 | Ngũ long công chúa          | Lộc (vai chính)        | Xuân Phước                     | Phim truyền hình |
| 2014 | Ngôi sao giao thông         | Trang (vai chính)      | Trần Đình Hiền                 | Truyền hình VTV  |
| 2014 | Thương nhớ ở ai             | Hơn (vai chính)        | Lưu Trọng Ninh & Bùi Thọ Thịnh | Phim truyền hình |
| 2014 | Mộng Thùy Dương             | Hải Yến                | Lý Khắc Linh                   | Phim truyền hình |
| 2014 | Nụ cười của nắng            | Hạnh                   | Đặng Khoa                      | Phim truyền hình |
| 2015 | Mạch ngầm vùng biên ải      | Hoài (vai chính)       | Bùi Huy Thuần                  | Phim truyền hình |
| 2016 | Con anh con em con người ta | Hương (vai chính)      | Nguyễn Quang Minh              | Phim truyền hình |
| 2019 | Chồng à, vợ ơi              | Minh Lộc (vai chính)   | SITCOM                         | Phim truyền hình |
| 2019 | Tân xuân đón Tân lang       | Khánh Hiền (vai chính) | Hoàng Thơ                      | Phim truyền hình |
| 2019 | Tiệm ăn dì ghẻ              | Thiên Kim              | Nguyễn Thu, Nguyễn Đức Hiếu    | Phim truyền hình |

## Dấu ấn phim truyền hình
Hồng Kim Hạnh gây ấn tượng khi thủ vai Hơn trong bộ phim truyền hình ăn khách "Thương nhớ ở ai" (trước đó có tên Bến không chồng - được chuyển thể từ tiểu thuyết cùng tên của nhà văn Dương Hướng). Trong phim Hồng Kim Hạnh vào vai Hơn - người vợ địa chủ đẹp nhất Làng Đông. Tuy nhiên cuộc đời cô truân chuyên vì hủ tục và những định kiến thời bấy giờ. Bộ phim sau đó xuất sắc "ẵm" cùng lúc 4 giải Cánh diều vàng. Hồng Kim Hạnh chia sẻ cô hết nước mắt vì vai diễn...
Tuy không có đề cử cho hạng mục diễn viên xuất sắc nhất, nhưng Hồng Kim Hạnh nhận được đánh giá cao của giới chuyên môn, diễn viên.
Khi đóng bộ phim "Thương nhớ ở ai" là lúc ba cô mất được 1 năm, Hồng Kim Hạnh vẫn chưa thể thoát khỏi cảm giác thương nhớ. Cô đã khóc rất nhiều trên phim trường, những cảnh rơi nước mắt của nhân vật cô cũng vay mượn những cảm xúc của đời sống vào phim để chân thực nhất có thể. Vì bối cảnh quay ở miền Bắc nên Hồng Kim Hạnh đã phải thuê phòng tại Hà Nội và theo đoàn làm phim suốt nửa năm trời. Khi quay bộ phim gặp rất nhiều khó khăn, là diễn viên nữ miền Nam duy nhất tham gia phim nên cô cũng gặp một chút trở ngại về văn hóa. Bộ phim quay với nhiều bối cảnh khó như; lội mình dưới sông, chân trần, gai đâm, đỉa bu, muỗi chích... Hồng Kim Hạnh từng bị chảy máu chân, nhiều vết thương khi tham gia bộ phim "Thương nhớ ở ai".
Tiếp theo đó, vào năm 2015, cô lại có duyên với đạo diễn Bùi Huy Thuần khi được mời vai chính trong bộ phim "Mạch ngầm vùng biên ải", phát sóng khung giờ vàng VTV1 vào năm 2016 . Trong phim Hồng Kim Hạnh đóng vai Hoài, một cô gái trẻ ở quê vì thương mẹ nên đã ra ngoài bươn chải kiếm tiền nhưng rồi không may bị bán sang biên giới, làm vợ chung cho 3 cha con nông dân. Trải qua bao ê chề, tủi nhục, cuối cùng Hoài mới trốn về Việt Nam, tưởng chừng như không còn niềm tin vào cuộc đời. Đúng lúc này cô gặp Long (Phạm Bảo Anh), hai số phận đau thương gặp nhau, đồng cảm và yêu nhau. Toàn bộ ngoại cảnh của bộ phim đều được quay tại khu vực biên giới, bất chấp những khó khăn về sản xuất, sự khắc nghiệt của thời tiết giá lạnh ở vùng biên Hồng Kim Hạnh đã hoàn thành xuất sắc vai diễn của mình.
Năm 2019, cô trở lại màn ảnh nhỏ với bộ phim Tiệm ăn dì ghẻ của đạo diễn Nguyễn Thu và Nguyễn Đức Hiếu. Cô vào vai Thiên Kim, một cô gái trẻ đam mê diễn xuất, là thành viên của hội bạn Bống Bống Bang Bang. Tuy nhiên, vì quá cả tin nên cô đã bị đại gia làm bậy và hủy hoại sự nghiệp. Vai diễn Thiên Kim của cô đã đánh dấu sự trở lại của cô sau Mạch ngầm vùng biên ải.

## Phim điện ảnh
| Năm  | Tựa phim                    | Vai diễn  | Đạo diễn         | Chú thích |
| ---- | --------------------------- | --------- | ---------------- | --------- |
| 2007 | Trái tim bé bỏng            | Minh      | Nguyễn Thanh Vân |           |
| 2007 | Em muốn làm người nổi tiếng | Diệu Vân  | Nguyễn Đức Việt  |           |
| 2019 | Người lạ ơi                 | Hồng Tươi | Trương Chí Bình  |           |

## Phim lồng tiếng
| Năm  | Tựa phim | Vai diễn | Đạo diễn          | Định dạng        |
| ---- | -------- | -------- | ----------------- | ---------------- |
| 2011 | Châu Sa  |          | Nguyễn Thành Vinh | Phim truyền hình |
| 2012 | Vết Xước |          | Vương Quang Hùng  | Phim truyền hình |
| 2012 | Trả giá  |          | Nhâm Minh Hiền    | Phim truyền hình |

## Gameshow tham gia
- Ai thông minh hơn học sinh lớp 5
- Lữ khách 24h
- Đọ sức âm nhạc HTV
- Khách mời Talkshow của Yeah 1 The Winner
- Thử thách người nổi tiếng
- Một trăm triệu một phút VTV3
- Chuẩn cơm mẹ nấu VTV3
- Ơn giời cậu đây rồi!
- Talkshow Phụ nữ quyền năng
- Talkshow Quá Giang Saostar
- Talkshow Cho ngày hoàn hảo VTV2 - Lời tự sự

## Quay MV minh họa
- Và tôi đã yêu - Thanh Bùi
- Mây - Lam Trường
- Tôi đi giữa hoàng hôn - Đàm Vĩnh Hưng
- Mất đi một phương trời - Phan Đình Tùng
- Tin nhắn tình yêu - Đăng Khôi
- Không cần phải hứa đâu em - Phạm Khánh Hưng
- Huy Vũ & Mạnh Đình (Hải Ngoại)

## Sự nghiệp âm nhạc
- Single "Điều em muốn" (tuyển tập 3 bài)
- Single "Mùa tết gọi yêu" [14](3 bài)
- MV Vạt áo trong mơ[15]
- MV Ladadi Ladadi[16]
- MV Ngày đầu tiên của tháng tư
- MV Thiên đường hư vô
- Mashup cover: All I want for Christmas is you + Santa Claus is coming to town
- Cover "Bonjour Việt Nam"
- Cover "Anh không theo đuổi em nữa"
- Mashup "Fly me to the Moon" & "Can't take my eyes off you".
- MV Tết năm này con ở xa [17]

## Quảng cáo
- Hương vị đam mê (2008)
- Bay cao Việt Nam (2010)
- Phim ngắn: Cho điều con thích (2019)

## Kịch
- Tình ca phố
- Ai là cô dâu